# Борец садовый
Боре́ц садовый (лат. Aconitum ×cammarum) — многолетнее декоративное травянистое растение, вид гибридного происхождения рода Борец (Aconitum) семейства Лютиковые (Ranunculaceae).
Другие русские названия: Аконит садовый, Аконит Штёрка, Борец Штёрка.

## Ботаническое описание
Клубни продолговатые, усаженные многочисленными мелкими, корнями. Стебель высотой около 1 м, круглый, почти голый, облиственный.
Листья светло-зелёные, блестящие, черешки длинные, пластинка сердцевидно округлая, семирассечённая, с крупнозубчатыми ромбическими сегментами.
Соцветие — конечная рыхлая кисть, в нижней части ветвистая. Цветки крупные, фиолетовые с шёлковым блеском, или белые с фиолетовой каймой. Шлем округло-сводчатый с коротким отогнутым кверху носиком. Нектарники доходят до самой верхушки шлема, фиолетовые, у белых цветков — зелёные с фиолетовым головчатым шпорцем и сердцевидной, кверху отогнутой губой. Тычинки опушённые с расширенной нижней частью и 2 зубцами.
Листовки в числе 3-5, голые, с фиолетовыми столбиком.

## Значение и применение
Разводится издавна в садах, как декоративное растение.
Имеет применение в медицине, употребляется для изготовления Extractum Aconiti. Это, по мнению Рейхенбаха, единственный аконит, относительно действия которого, как лечебного, имеются точные данные.

## Некоторые сорта
- 'Bicolor'. Цветки белые с зеленовато-жёлтым, края фиолетовые.
- 'Eleonora'. Цветки белые, края с небольшими участками фиолетового цвета.
- 'Stainless Steel' (в переводе: нержавеющая сталь). Сорт получен в 1998 году. Высота растений 90—120 см. Цветки серебристо-белого цвета с фиолетовыми прожилками. Цветёт с середины июня по август. Рекомендуется высаживать в полутенистых местах на влажных кислых почвах[4]. Согласно другому источнику: нейтральные почвы. Зоны морозостойкости: 3a—7b[5].
- 'Unicum'.

## Таксономия
Вид Борец садовый входит в род Борец (Aconitum) трибы Живокостные (Delphinieae) подсемейства Лютиковые (Ranunculoideae) семейства Лютиковые (Ranunculaceae) порядка Лютикоцветные (Ranunculales).
|  |                       |  |                                               |                                               |                                         |  | ещё четыре подсемейства (согласно Системе APG II) | ещё четыре подсемейства (согласно Системе APG II) |                                           |  |  |  | ещё 2 рода              | ещё 2 рода        |  |  |
|  |                       |  |                                               |                                               |                                         |  | ещё четыре подсемейства (согласно Системе APG II) | ещё четыре подсемейства (согласно Системе APG II) |                                           |  |  |  | ещё 2 рода              | ещё 2 рода        |  |  |
|  |                       |  |                                               | семейство Лютиковые                           |                                         |  |                                                   |                                                   | триба Живокостные                         |  |  |  |                         | вид Борец садовый |  |  |
|  |                       |  |                                               | семейство Лютиковые                           |                                         |  |                                                   |                                                   | триба Живокостные                         |  |  |  |                         | вид Борец садовый |  |  |
|  | порядок Лютикоцветные |  |                                               |                                               | подсемейство Лютиковые (Ranunculoideae) |  |                                                   |                                                   | род Борец, или Аконит                     |  |  |  |                         |                   |  |  |
|  | порядок Лютикоцветные |  |                                               |                                               |                                         |  |                                                   |                                                   |                                           |  |  |  |                         |                   |  |  |
|  |                       |  | ещё десять семейств (согласно Системе APG II) | ещё десять семейств (согласно Системе APG II) |                                         |  |                                                   | ещё восемь триб (согласно Системе APG II)         | ещё восемь триб (согласно Системе APG II) |  |  |  | ещё от 250 до 300 видов |                   |  |  |
|  |                       |  |                                               | ещё десять семейств (согласно Системе APG II) |                                         |  |                                                   |                                                   | ещё восемь триб (согласно Системе APG II) |  |  |  |                         |                   |  |  |